# Львівська дирекція залізничних перевезень
Львівська дирекція — одна з п'яти дирекцій Львівської залізниці.

## Структура
Дирекція обслуговує Львівську область. Центром дирекції є Львів, який також є центром Львівської залізниці. Львівська дирекція є найрозвиненішою та технологічно-сучасною на Львівській залізниці. Майже 70% ділянок — електрифіковані, понад 30% — двоколійні.

### Станції
| Основні станції Львівської дирекції залізничних перевезень |      |               |
| Станція                                                    | Фото | Рік відкриття |
| Красне                                                     |      | 1869          |
| Стрий                                                      |      | 1873          |
| Дрогобич                                                   |      | 1872          |
| Трускавець                                                 |      | 1912          |
| Самбір                                                     |      | 1872          |
| Мостиська I                                                |      | 1861          |
| Червоноград                                                |      | 1887          |
| Рава-Руська                                                |      | 1884          |
| Львів                                                      |      | 1861          |

## Перевезення
Львівська дирекція має потужну локомотиво-вагонну базу: локомотивні депо, пасажирське вагонне депо станції Львів, моторвагонні депо. Основні напрямки приміських перевезень:
- золочівський — обслуговується приміськими електропоїздами Львів — Золочів, Львів — Тернопіль
- здолбунівський — обслуговується приміськими електропоїздами Львів — Здолбунів та електропоїздами підвищеної комфортності Львів — Рівне
- мостиський — обслуговується приміськими електропоїздами Львів — Мостиська, Львів — Шкло
- стрийський — обслуговується приміськими електропоїздами Львів — Стрий, Львів — Лавочне, Львів — Моршин, електропоїздами підвищеної комфортності Львів — Трускавець, Львів — Мукачеве, Львів — Ужгород
- самбірський — обслуговується приміськими електропоїздами Львів — Самбір, Львів — Сянки
- сокальський — обслуговується приміськими дизель-поїздами Львів — Сокаль, Львів — Ковель
- стоянівський — обслуговується приміськими дизель-поїздами Львів — Стоянів, Львів — Ківерці
- рава-руський — обслуговується приміськими дизель-поїздами Львів — Рава-Руська
- ходорівський — обслуговується приміськими дизель-поїздами Львів — Ходорів

## Галерея

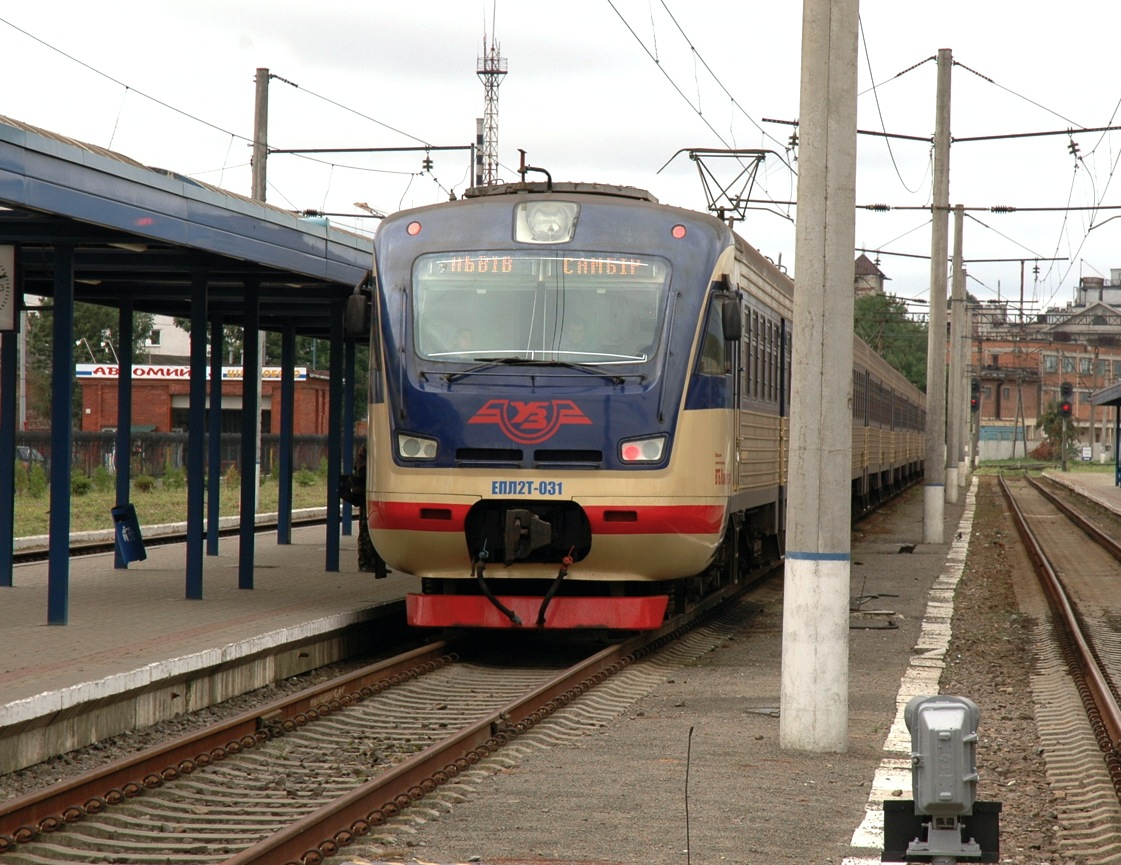
Електропоїзд самбірського напрямку на приміському вокзалі

## Дивитись також
- Укрзалізниця
- Львівська залізниця
- Залізничний вокзал (Львів)
- Приміський вокзал (Львів)
- Івано-Франківська дирекція
- Тернопільська дирекція